# High Power Amplifier
Als High Power Amplifier (HPA) wird in der Satellitenkommunikation der Sendeverstärker bezeichnet. Vor der Zuführung des Sendesignals zum HPA muss es zunächst in den für die Übertragung vorgesehenen Frequenzbereich konvertiert werden (z. B. C-Band 5,85–6,65 GHz, X-Band 7,9–8,4 GHz oder Ku-Band 13,75–14,5 GHz). Dies wird mittels eines Aufwärtswandler durchgeführt, der auch in das HPA-Gehäuse integriert sein kann.
Zum Erreichen der notwendigen Sendeleistung (EIRP) wird das Signal zunächst durch einen HPA verstärkt und dann durch die Sendeparabolantenne gebündelt in Richtung Satellit abgestrahlt.
Zurzeit sind bei Erdfunkstellen zwei HPA-Typen gebräuchlich:
- TWTA – Wanderfeldröhrenverstärker

Zuverlässig, über lange Jahre erprobt. In der Bedienung sind Vorheizzeiten von üblicherweise mehreren Minuten einzuhalten. Es werden üblicherweise Flanschleistungen von mehreren kW erreicht.
- SSPA – Halbleiterverstärker

Üblicherweise im unteren Leistungsbereich eingesetzt (bis zu wenige hundert Watt).